# 山岸舞
山岸 舞（やまぎし まい、1992年5月5日 - ）は、日本の元体操選手。千葉県出身。埼玉県立戸田翔陽高等学校→鹿島学園高等学校卒業。羽衣国際大学卒業。フジスポーツクラブ、戸田市スポーツセンター出身。羽衣体操クラブ所属。得意種目は平均台。

## 略歴
- 両親、祖母が体操（コーチ）をやっていた為、体育館で遊んでいるうちに自然と体操をやるようになる。
- 2007年 - NHK杯で個人総合2位。初の代表入りを果たすも [1]、世界選手権では直前の練習で不調だったため、補欠に回った。しかし、団体は見事に北京オリンピックの出場権を獲得した。
- 2008年 - NHK杯直前で右足かかとを痛める（のちに疲労骨折と判明）も大会には強行出場。しかし競技中に怪我を悪化させ途中棄権となり、念願のオリンピック代表入りを果たすことはできなかった。
- 2010年 - 「ずっと調子が上がらなかったので、環境を変えたかった」という理由から同年1月、羽衣体操クラブへ移籍（同時に鹿島学園高校へ転校）。全日本選手権で14位と出遅れたが、NHK杯で6位入賞を果たし、自身2度目の世界選手権代表を手にした。11月に中国広州にて行われたアジア大会の女子種目別ゆかでは銀メダルを獲得した。
- 羽衣国際大学卒業後、第一線から退いた。

## その他
- 鶴見虹子（日本体育大学）とは同学年で、互いに刺激し合うライバル関係でもある。